# 마성면
마성면(麻城面)은 대한민국 경상북도 문경시의 면이다. 넓이는 75km2이고, 인구는 2006년 기준으로 4,217명이다.

## 행정 구역
| 법정리 | 한자명 | 행정리                             | 비고                |
| ------ | ------ | ---------------------------------- | ------------------- |
| 남호리 | 南湖里 | 남호1리, 남호2리                   |                     |
| 모곡리 | 茅谷里 | 모곡리                             | 행정복지센터 소재지 |
| 상내리 | 上乃里 | 상내1리, 상내2리                   |                     |
| 신현리 | 新峴里 | 신현1리, 신현2리, 신현3리          |                     |
| 오천리 | 梧泉里 | 오천1리, 오천2리                   |                     |
| 외어리 | 外於里 | 외어1리, 외어2리, 외어3리, 외어4리 |                     |
| 정리   | 鼎里   | 정리1리, 정리2리                   |                     |
| 하내리 | 下乃里 | 하내1리, 하내2리                   |                     |

## 교통
- 고속도로 : 문경새재 나들목 (중부내륙고속도로 19번 교차로)

## 교육
- 동성초등학교
  - 마성분교 (폐교) - 마성면 정리3길 30 (정리)
  - 봉명분교 (폐교) - 마성면 남호1길 17-15 (남호리)